# Gateway Mobile Services Switching Centre
Centrala dostępowa – GMSC (Gateway Mobile Services Switching Centre)
Węzeł sieci GSM (także UMTS) wyposażony w specyficzną funkcjonalność sieciową, pozwalającą na kierowanie przychodzących połączeń do odpowiedniej centrali systemu ruchomego MSC (a więc tej, która w danym momencie obsługuje wzywanego abonenta). Funkcjonalność ta polega na wysłaniu zapytania (interrogation) do rejestru abonentów własnych HLR i uzyskaniu wstępnej informacji o położeniu wzywanego abonenta. GMSC służy zatem jako jednokierunkowa „bramka” łącząca sieci zewnętrzne (PSTN, ISDN) z siecią komórkową.
Nieco dziwną, ale logiczną konsekwencją ruchomości użytkowników jest fakt, że również połączenia wewnętrzne w sieci komórkowej muszą być kierowane przez GMSC. Dzieje się tak dlatego, że tylko ten węzeł sieci posiada możliwość wysłania zapytania do bazy HLR o aktualne położenie wzywanego abonenta.
Funkcjonalność GMSC nie jest potrzebna jedynie w przypadku połączenia wychodzącego z sieci komórkowej do innych sieci stałych, takich jak PSTN lub ISDN. W tym przypadku jakakolwiek centrala MSC może skierować połączenie do odpowiedniej centrali tranzytowej w sieci stałej.
Należy podkreślić, że w wielu implementacjach centrala MSC może być wyposażona w funkcjonalność GMSC poprzez dodanie odpowiedniego oprogramowania. Stąd też w niektórych sieciach przyjęto zasadę, iż każda centrala MSC stanowi jednocześnie centralę dostępową sieci.
Centrala dostępowa systemu ruchomego GMSC używana jest tylko dla ruchu wykorzystującego komutację łączy, dlatego wprowadzenie GPRS nie ma na nią żadnego wpływu.